# Amphineurus (Amphineurus) hudsoni
Amphineurus (Amphineurus) hudsoni is een tweevleugelige uit de familie steltmuggen (Limoniidae). De soort komt voor in het Australaziatisch gebied.